# Protochauliodes spenceri
Protochauliodes spenceri är en insektsart som beskrevs av Munroe 1953. Protochauliodes spenceri ingår i släktet Protochauliodes och familjen Corydalidae. Inga underarter finns listade i Catalogue of Life.